# Гаудсвард
Гаудсвард (нід. Goudswaard) — село в нідерландській провінції Південна Голландія. Входить до муніципалітету Гуксе-Вард.
Його площа — 24,76 км², а населення станом на 2021 рік становило 2020 осіб.
Перша згадка про населений пункт датується 1246 роком.
До 1984 року мало статус окремого муніципалітету.

## Галерея

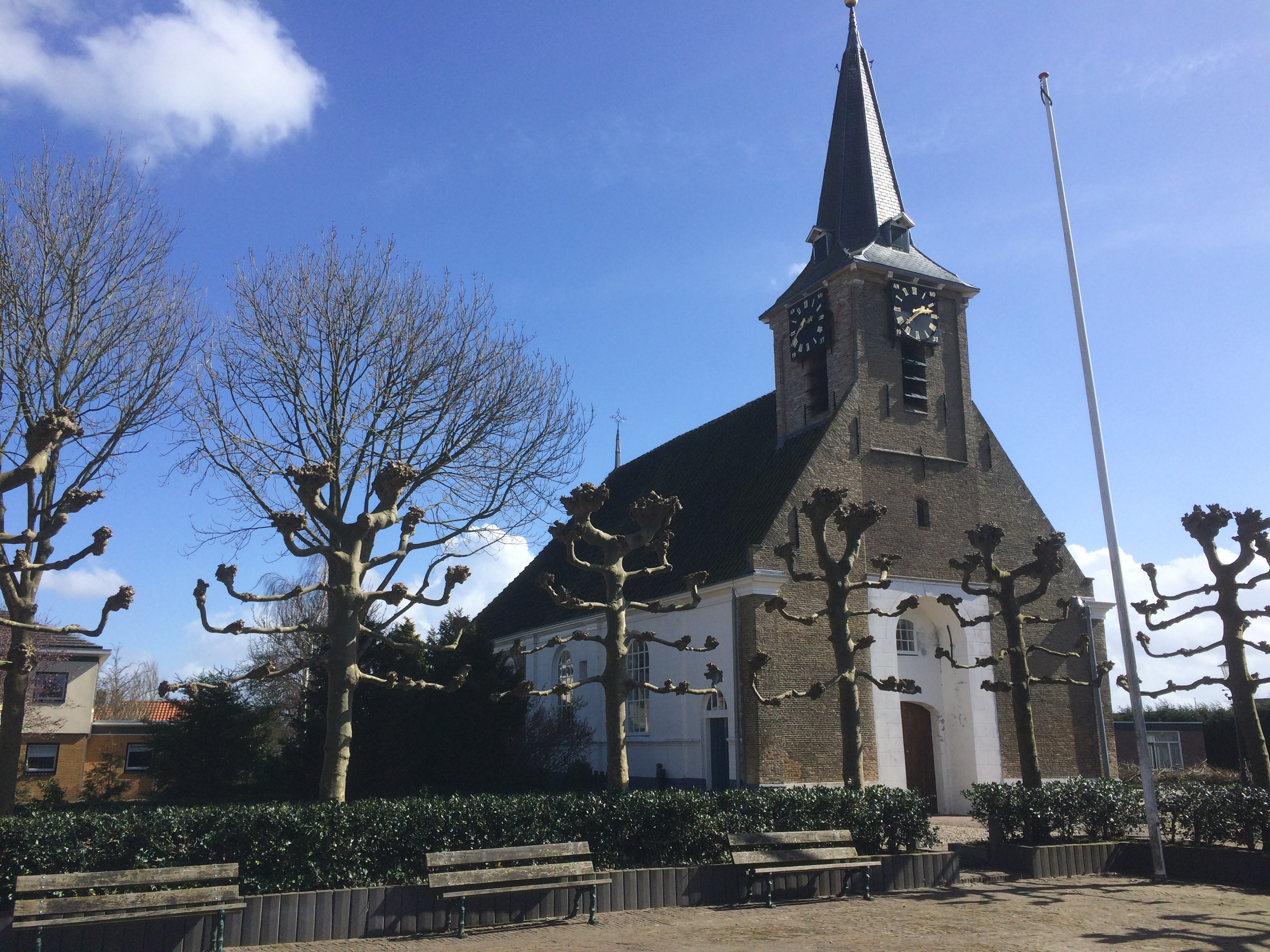
Реформістська церква
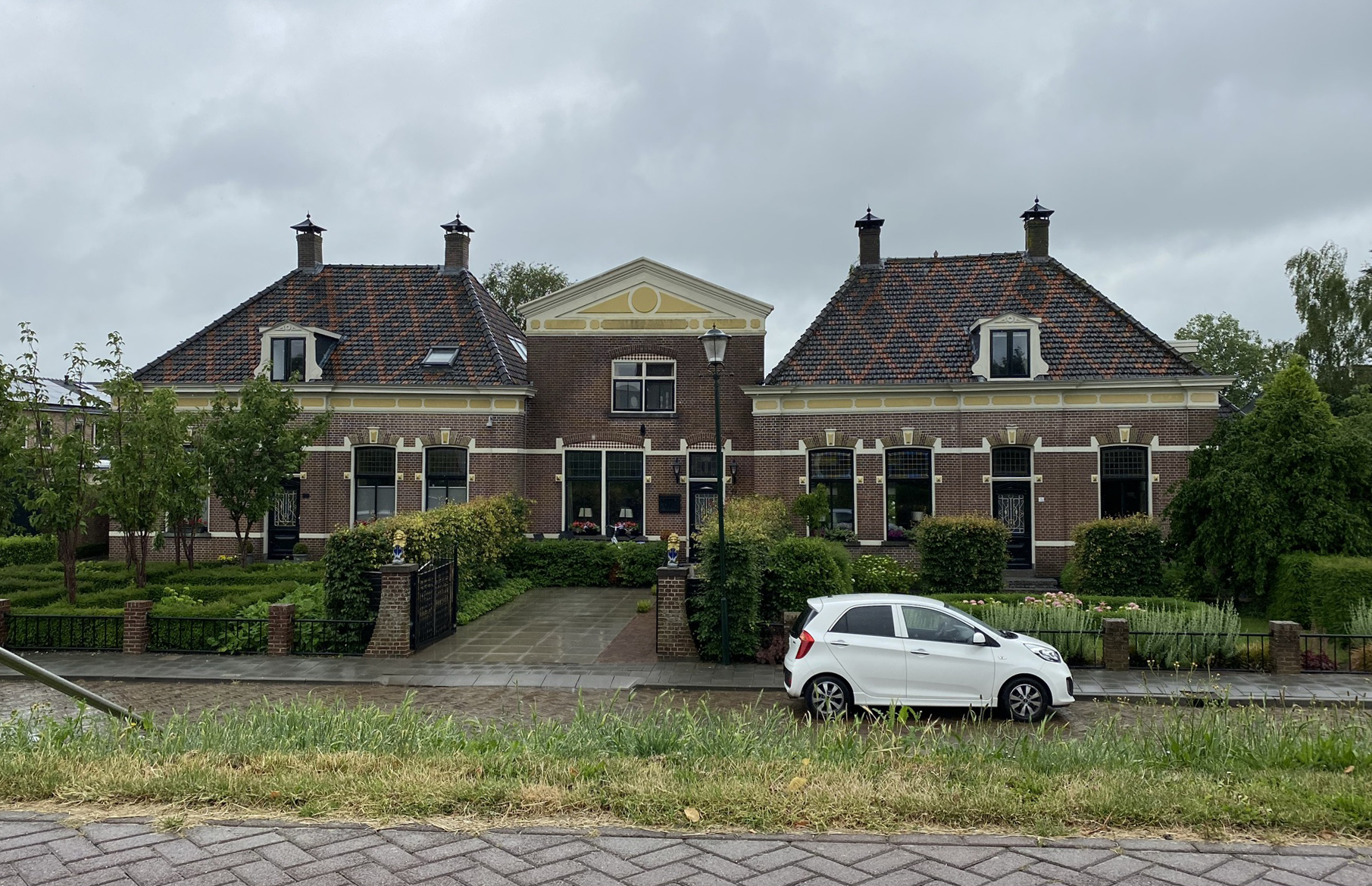
Будівля колишньої мерії
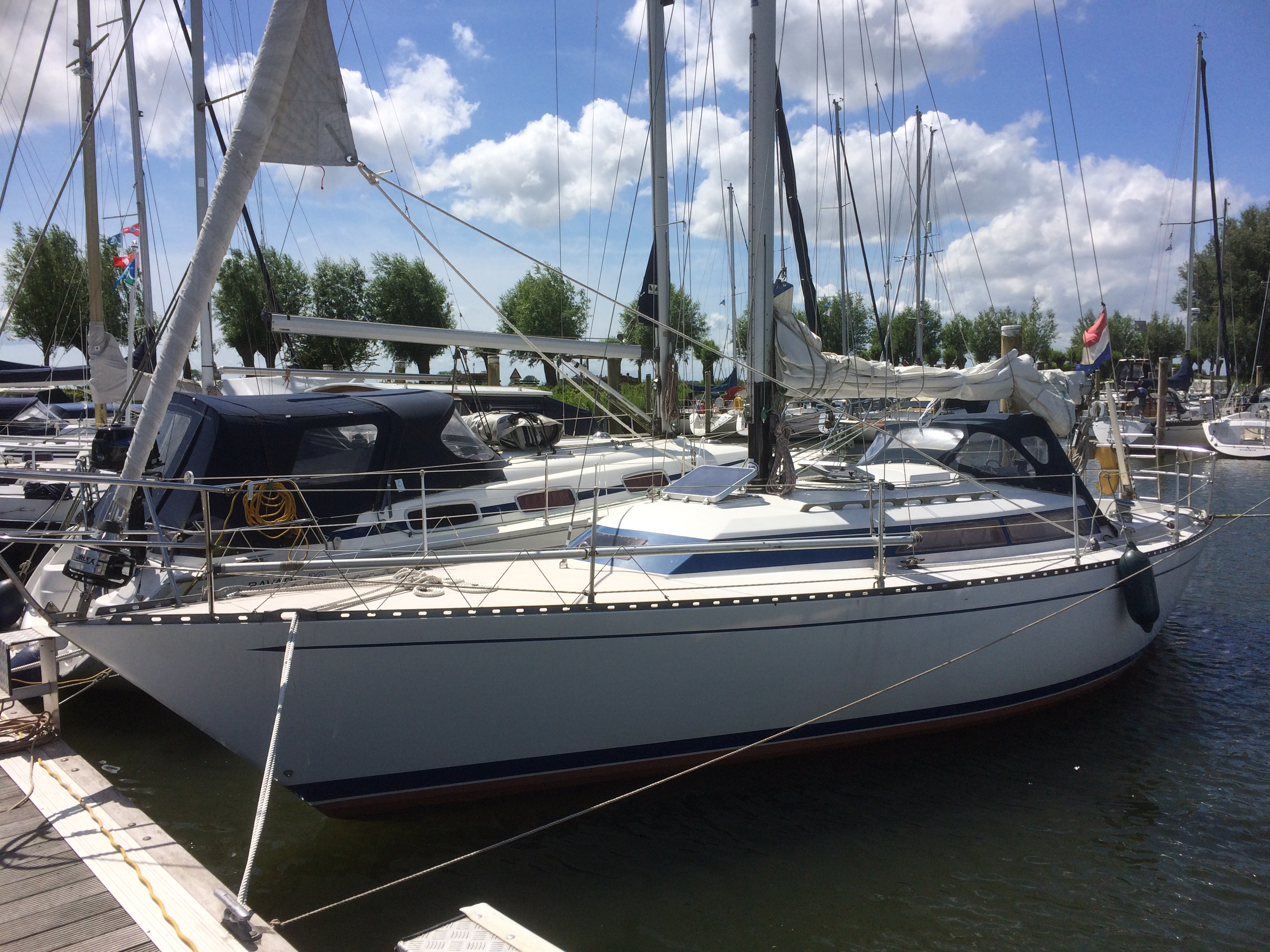
Гавань Гаудсварда
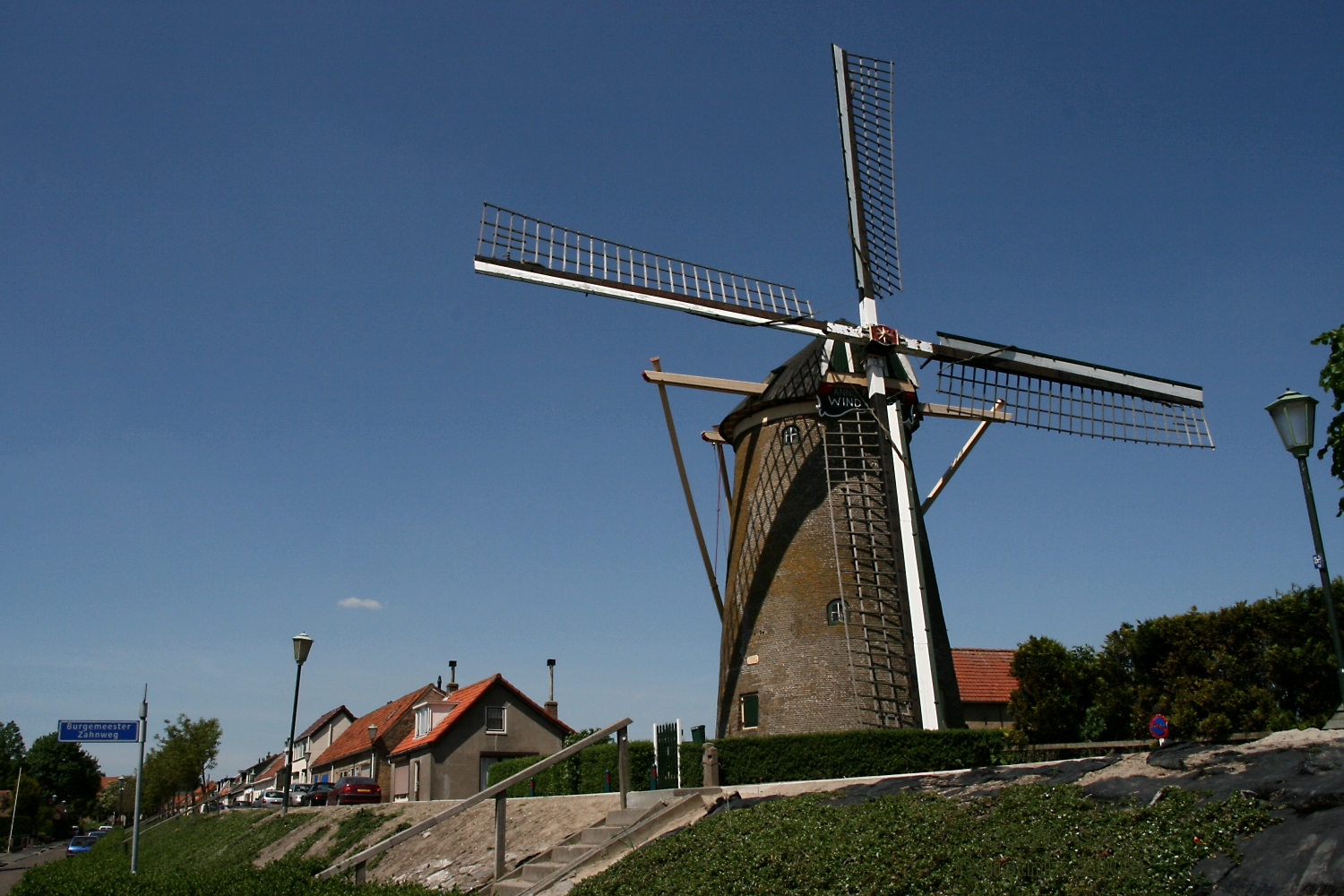
Вітряк Windlust